# Attilio Gallo
Attilio Gallo (Lestizza, 30 agosto 1917 – Udine, 9 novembre 1959) è stato un calciatore italiano.

## Carriera
Centrocampista dalle doti eclettiche, cresce tra le file dell'Udinese, con cui esordisce in prima squadra.
Con i friulani scala le categorie fino alla Serie B, per un totale di sette stagioni, al termine delle quali viene acquistato dal Milan, con cui disputa due campionati prima dell'interruzione delle attività sportive per motivi bellici.
Alla ripresa dei campionati disputa due buone stagioni all'Atalanta, sempre in Serie A, concludendo la carriera tra le file del Brescia, in Serie B, e della Reggina, in Serie C.
È prematuramente scomparso all'età di 42 anni.

## Palmarès

### Club

#### Competizioni nazionali
- Prima Divisione: 1

Udinese: 1934-1935
- Serie C: 1

Udinese: 1938-1939